# Виейра Раваско, Бернардо
Берна́рду Вие́йра Рава́ску (порт. Bernardo Vieira Ravasco; 1617 — 20 июля 1697) — португальский и бразильский религиозный и государственный деятель, миссионер-иезуит, писатель

, поэт, историк.

## Биография
Сын мулата. Брат Антониу Виейры, знаменитого иезуита-проповедника, дипломата, философа и классика португальской литературы.
Жил в Бразилии. Указом короля Жуана IV с 1649 года в течение трёх лет служил первым государственным и военным секретарём Колониальной Бразилии, занимал второй по значимости после генерал-губернатора пост в колонии. В марте 1650 г. в «удовлетворение услуг его брата отца Антониу Виейры» ему было предоставлено право занимать этот пост без ограничения времени и с возможностью передачи его сыну. Кроме того, был представителем братства Святого Дома Милосердия (Santa Casa da Misericórdia).
Проявил отвагу в многочисленных схватках с голландцами, совершавшими постоянные набеги на португальскую колонию.
Его произведения — описание Бразилии, трактаты на современные политические темы и четырёхтомник «Португальские и кастильские стихотворения» — остались в рукописи; часть из них утрачена.